# Seznam katastrálních území v okrese Karviná
V této tabulce je uveden kompletní výčet katastrálních území Okresu Karviná, včetně rozlohy a sídel, které na nich leží.
| Název KÚ                     | Sídla                                      | Obec                | km2   |
| ---------------------------- | ------------------------------------------ | ------------------- | ----- |
| A                            | A                                          | A                   |       |
| Albrechtice u Českého Těšína | Albrechtice                                | Albrechtice         | 12,69 |
| Bludovice                    | Bludovice, Podlesí, Životice               | Havířov             | 9,35  |
| Český Těšín                  | Český Těšín                                | Český Těšín         | 7,39  |
| Darkov                       | Lázně Darkov                               | Karviná             | 5,5   |
| Dětmarovice                  | Dětmarovice                                | Dětmarovice         | 11,98 |
| Dolní Datyně                 | Dolní Datyně                               | Havířov             | 2,17  |
| Dolní Lutyně                 | Dolní Lutyně                               | Dolní Lutyně        | 20,32 |
| Dolní Marklovice             | Dolní Marklovice                           | Petrovice u Karviné | 4,93  |
| Dolní Suchá                  | Dolní Suchá                                | Havířov             | 4,37  |
| Dolní Těrlicko               | Dolní Těrlicko                             | Těrlicko            | 5,02  |
| Dolní Žukov                  | Dolní Žukov                                | Český Těšín         | 5,34  |
| Doubrava u Orlové            | Doubrava                                   | Doubrava            | 7,78  |
| Havířov-město                | Město                                      | Havířov             | 6,43  |
| Horní Bludovice              | Horní Bludovice                            | Horní Bludovice     | 4,15  |
| Horní Lutyně                 | Lutyně                                     | Orlová              | 7,88  |
| Horní Suchá                  | Horní Suchá                                | Horní Suchá         | 9,8   |
| Horní Těrlicko               | Horní Těrlicko                             | Těrlicko            | 11,82 |
| Horní Žukov                  | Horní Žukov                                | Český Těšín         | 6,5   |
| Hradiště pod Babí horou      | Hradiště                                   | Těrlicko            | 7,81  |
| Chotěbuz                     | Chotěbuz                                   | Chotěbuz            | 5,73  |
| Karviná-Doly                 | Doly                                       | Karviná             | 16,35 |
| Karviná-město                | Fryštát, Hranice, Mizerov, Nové Město, Ráj | Karviná             | 9,59  |
| Koňákov                      | Koňákov                                    | Český Těšín         | 3,06  |
| Kopytov                      | Šunychl                                    | Bohumín             | 2,18  |
| Koukolná                     | Koukolná                                   | Dětmarovice         | 1,78  |
| Lazy u Orlové                | Lazy                                       | Orlová              | 5,97  |
| Louky nad Olší               | Louky                                      | Karviná             | 9,89  |
| Mistřovice                   | Mistřovice                                 | Český Těšín         | 3,14  |
| Mosty u Českého Těšína       | Mosty                                      | Český Těšín         | 4,4   |
| Nový Bohumín                 | Nový Bohumín, Šunychl                      | Bohumín             | 7,68  |
| Orlová                       | Město                                      | Orlová              | 5,19  |
| Petrovice u Karviné          | Petrovice u Karviné                        | Petrovice u Karviné | 8,83  |
| Petřvald u Karviné           | Petřvald                                   | Petřvald            | 12,63 |
| Podobora                     | Chotěbuz                                   | Chotěbuz            | 2,39  |
| Poruba u Orlové              | Poruba                                     | Orlová              | 5,63  |
| Prostřední Bludovice         | Prostřední Bludovice                       | Horní Bludovice     | 4,84  |
| Prostřední Suchá             | Prostřední Suchá                           | Havířov             | 5,96  |
| Prstná                       | Prstná                                     | Petrovice u Karviné | 3,67  |
| Pudlov                       | Pudlov                                     | Bohumín             | 4,04  |
| Ráj                          | Ráj                                        | Karviná             | 7,63  |
| Rychvald                     | Rychvald                                   | Rychvald            | 17,02 |
| Skřečoň                      | Skřečoň                                    | Bohumín             | 4,6   |
| Stanislavice                 | Stanislavice                               | Český Těšín         | 3,97  |
| Staré Město u Karviné        | Staré Město                                | Karviná             | 8,53  |
| Starý Bohumín                | Starý Bohumín                              | Bohumín             | 4,96  |
| Stonava                      | Stonava                                    | Stonava             | 13,87 |
| Šumbark                      | Šumbark                                    | Havířov             | 3,8   |
| Věřňovice                    | Věřňovice                                  | Dolní Lutyně        | 4,56  |
| Vrbice nad Odrou             | Vrbice                                     | Bohumín             | 3,29  |
| Záblatí u Bohumína           | Záblatí                                    | Bohumín             | 4,32  |
| Závada nad Olší              | Závada                                     | Petrovice u Karviné | 3,04  |
| Zpupná Lhota                 | Chotěbuz                                   | Chotěbuz            | 2,49  |

Celková výměra 356,26 km2